# Писарев Семен Васильович
Писарев Семен Васильович — український організатор кіновиробництва, театральний антрепренер, сценарист, актор.
За освітою був інженером-технологом. Довгий час працював антрепренером провінційних театрів. В 1913 році у Києві заснував найбільшу в той час в Україні кіностудію «Сітлотінь». До роботи на студії залучав театрального актора Н. Соловцова, театральних режисерів Йосифа Сойфера та Д. Морського.

## Вибіркова фільмографія
- 1914 — «Покаранний життям»
- 1916 — «Таємниця вапняної печі»
- 1916 — «Рабині вбрання»
- 1917 — «Віра Чеберяк». Автор сценаріїв і режисер стрічок: «В давнину дідам жилося» (1915), «Зневажені і скривджені» (автор сценарію), «Влада жінки» (1916).